# Stella Nardari
Rosa Stella Nardari, vedova Vecchiato (Roncade, 23 dicembre 1898 – Quarto d'Altino, 23 febbraio 2012), è stata una supercentenaria italiana che visse 113 anni e 62 giorni e che fu, dal 2 agosto 2011 alla propria morte, la persona più longeva vivente in Italia.

## Biografia
Nata a San Cipriano, località di Roncade in provincia di Treviso il 23 dicembre 1898, Stella Nardari ha vissuto a Mestre, a Marcon e a Dese, prima di lavorare a Venezia come collaboratrice domestica per alcuni anni. Nel gennaio 1989 si è trasferita in una casa di riposo di Quarto d'Altino, dove è rimasta per 23 anni.
Stella Nardari ebbe cinque figli da Giovanni Vecchiato, del quale rimase vedova nel 1970; quattro dei suoi figli erano ancora vivi al momento della sua morte. In occasione del suo 109º compleanno, ad una domanda circa il segreto della propria longevità, la donna rispose scherzosamente che forse Dio si era dimenticato di lei.
Alla morte della 114enne Venere Pizzinato, il 2 agosto 2011, Stella Nardari è diventata la persona vivente più longeva d'Italia, nonché la quinta persona in Italia, in ordine di tempo, a raggiungere (o superare, come nel caso di Virginia Dighero e della stessa Pizzinato) i 113 anni di età.
Al compimento dei 113 anni, il 23 dicembre 2011, Stella Nardari appariva in discrete condizioni di salute, mantenendo lucidità mentale e un discreto stato di forma fisica.
È deceduta in casa di riposo il 23 febbraio 2012, all'età di 113 anni e 62 giorni; è tuttora la quattordicesima persona italiana più longeva di sempre (diciottesima, se si considerano quattro donne nate in Italia ma decedute negli Stati Uniti, tra cui Dina Manfredini). Alla sua morte, la lombarda Maria Redaelli ereditò il titolo di persona più longeva in Italia.